# Dianthus cyprius
Dianthus cyprius là loài thực vật có hoa thuộc họ Cẩm chướng. Loài này được A.K.Jacks. & Turrill mô tả khoa học đầu tiên năm 1938.